# Coenotephria lamata
Coenotephria lamata är en fjärilsart som beskrevs av Otto Staudinger 1897. Coenotephria lamata ingår i släktet Coenotephria och familjen mätare. Inga underarter finns listade i Catalogue of Life.